# Theron Smith
Theron Augustus Smith (Bartow, 3 ottobre 1980) è un ex cestista statunitense, professionista nella NBA, in Europa, Asia e Sudamerica.

## Carriera
Formatosi alla Ball State University, dopo un grave infortunio, è stato scelto al Draft NBA 2003 dai Memphis Grizzlies ed ha poi militato nei Charlotte Bobcats. In seguito ha giocato nei Florida Flame (NBDL).
Nella NBA vanta una media di 2,8 punti a partita, ma non ha giocato molti match.
Nel 2006 ha giocato a Cantù, con risultati non completamente al di sopra delle attese.